# Snowboard nos Jogos Olímpicos de Inverno de 1998 - Slalom gigante masculino
A competição do slalom gigante masculino do snowboard nos Jogos Olímpicos de Inverno de 1998 ocorreu no dia 8 de fevereiro de 1998 na Mt. Yakebitai, em Yamanouchi.

## Medalhistas
| Ouro   | CAN Ross Rebagliati |
| Prata  | ITA Thomas Prugger  |
| Bronze | SUI Ueli Kestenholz |

## Resultados
| Pos.              | Atleta                    | 1ª descida | 2ª descida | Tempo total |
| ----------------- | ------------------------- | ---------- | ---------- | ----------- |
| Medalha de ouro   | CAN Ross Rebagliati       | 59.87      | 1:04.09    | 2:03.96     |
| Medalha de prata  | ITA Thomas Prugger        | 59.38      | 1:04.60    | 2:03.98     |
| Medalha de bronze | SUI Ueli Kestenholz       | 1:00.20    | 1:03.88    | 2:04.08     |
| 4                 | AUT Dieter Krassnig       | 1:00.11    | 1:04.22    | 2:04.33     |
| 5                 | FRA Mathieu Bozzetto      | 59.83      | 1:04.74    | 2:04.57     |
| 6                 | USA Chris Klug            | 59.38      | 1:05.87    | 2:05.25     |
| 7                 | AUT Martin Freinademetz   | 59.58      | 1:05.76    | 2:05.34     |
| 8                 | FRA Maxence Idesheim      | 1:00.75    | 1:04.77    | 2:05.52     |
| 9                 | AUT Dieter Happ           | 1:02.65    | 1:04.40    | 2:07.05     |
| 10                | NED Thedo Remmelink       | 1:02.01    | 1:05.24    | 2:07.25     |
| 11                | ITA Willi Trakofler       | 1:01.42    | 1:05.88    | 2:07.30     |
| 12                | FRA Christophe Ségura     | 59.59      | 1:09.27    | 2:08.86     |
| 13                | ITA Elmar Messner         | 1:01.42    | 1:07.99    | 2:09.41     |
| 14                | GER Dieter Moherndl       | 1:03.03    | 1:07.00    | 2:10.03     |
| 15                | DEN Mike Kildevæld        | 1:02.75    | 1:07.67    | 2:10.42     |
| 16                | CAN Jasey-Jay Anderson    | 59.31      | 1:12.02    | 2:11.33     |
| 17                | USA Mike Jacoby           | 1:03.53    | 1:08.27    | 2:11.80     |
| 18                | SWE Stephen Copp          | 1:04.14    | 1:07.75    | 2:11.89     |
| 19                | POL Łukasz Starowicz      | 1:03.50    | 1:08.81    | 2:12.31     |
| 20                | ITA Karl Frenademez       | 1:03.33    | 1:12.62    | 2:15.95     |
| 21                | ARG Mariano López         | 1:12.20    | 1:19.11    | 2:31.31     |
| —                 | FRA Nicolas Conte         | 59.69      | DNF        | —           |
| —                 | AUT Sigi Grabner          | 1:00.61    | DQ         | —           |
| —                 | SWE Richard Richardsson   | 1:02.93    | DNF        | —           |
| —                 | GER Bernd Kroschewski     | 1:03.53    | DQ         | —           |
| —                 | CAN Darren Chalmers       | 1:04.09    | DQ         | —           |
| —                 | GRE Markos Khatzikyriakis | 1:06.40    | DNF        | —           |
| —                 | AUS Zeke Steggall         | 1:08.10    | DQ         | —           |
| —                 | CAN Mark Fawcett          | DNF        | —          | —           |
| —                 | GRE Stergios Pappos       | DNF        | —          | —           |
| —                 | USA Adam Hostetter        | DQ         | —          | —           |
| —                 | SUI André Grütter         | DQ         | —          | —           |
| —                 | SUI Fadri Mosca           | DQ         | —          | —           |
| —                 | SUI Gilles Jaquet         | DQ         | —          | —           |

Legenda
| Recorde mundial      | Recorde mundial (World record)               |                       | Recorde africano                      | Recorde africano (African) |                                           | Q | Classificado por posição (Qualified) |
| Recorde olímpico     | Recorde olímpico (Olympic record)            | Recorde da América    | Recorde da América (Americas)         | q                          | Classificado por melhor tempo (Qualified) |   |                                      |
| Melhor marca do ano  | Melhor marca do ano (World leading)          | Recorde asiático      | Recorde asiático (Asian)              | DNS                        | Não largou (Did not start)                |   |                                      |
| Recorde nacional     | Recorde nacional (National record)           | Recorde europeu       | Recorde europeu (European)            | DNF                        | Não terminou (Did not finish)             |   |                                      |
| Recorde pessoal      | Recorde pessoal do atleta (Personal best)    | Recorde da Oceania    | Recorde da Oceania (Oceania)          | DSQ / DQ                   | Desclassificado (Disqualified)            |   |                                      |
| Recorde da temporada | Recorde da temporada do atleta (Season best) | Recorde sul-americano | Recorde sul-americano (South America) | NM                         | Sem marca (No mark)                       |   |                                      |